# Когольйос
Когольйос (ісп. Cogollos) — муніципалітет в Іспанії, у складі автономної спільноти Кастилія-і-Леон, у провінції Бургос. Населення — 494 особи (2010).
Муніципалітет розташований на відстані близько 200 км на північ від Мадрида, 16 км на південь від Бургоса.

## Демографія
Динаміка населення (INE ):